# Формула-3 — Чемпіонат 2024
Сезон FIA Формули-3 2024 року — шостий сезон чемпіонату FIA Формули-3, що проводився під егідою FIA. Перемогу у пілотському заліку здобув  Леонардо Форнаролі, який став чемпіоном без жодної виграної гонки.  
Команда Prema Racing — оформили командну перемогу у передостанньому раунді, здобувши це вже вп’яте.